# Thành Trung, Tây Ninh (Thanh Hải)
Thành Trung (tiếng Trung: 城中区; bính âm: Chéngzhōng Qū) là một quận thuộc địa cấp thị Tây Ninh, tỉnh Thanh Hải, Trung Quốc.

## Địa lý
Quận Thành Trung có diện tích 153,58 km², dân số năm 2010 là 296.987 người.

## Hành chính
Quận Thành Trung được chia thành 6 nhai đạo: Nhân Dân Nhai (人民街街道), Nam Than (南滩街道), Thảng Môn Nhai (仓门街街道), Lễ Nhượng Nhai (礼让街街道), Ẩm Mã Nhai (饮马街街道), Nam Xuyên Đông Lộ (南川东路街道).